# PedidosJá
PedidosYa é uma companhia de delivery de comida online da América Latina que conecta milhões de pessoas com mais de 15.000 restaurantes com entrega a domicílio em 400 cidades da Argentina, Bolivia, Chile, Panamá, Paraguai e Uruguai. O app do PedidosYa para iOS e Android conta com 8 milhões de downloads.

## História
A ideia teve sua origem quando três jovens universitários, Ariel Burschtin, Álvaro García e Ruben Sosenke decidiram criar uma plataforma que reunisse a maior quantidade de provedores gastronômicos disponíveis e dividi-la por endereços e tipos de comida a totalidade da oferta. Assim, em 2009 nasce PedidosYa como uma plataforma que permite aos consumidores fazer pedidos pela Internet (através de seus telefones ou computadores) a restaurantes com delivery. A ideia iniciou no Uruguay e rapidamente se expandiu na América Latina.

## Serviço
PedidosYa permite encontrar restaurantes com delivery e realizar pedidos de comida em linha (online) através do seu sítio web e apps com grande variedade de opções gastronômicas e facilidade de meios de pago. O serviço do PedidosYa é de uso gratuito e o pedido se realiza de maneira fácil, simples e prático. Conta com mais de 1 milhão de pratos disponíveis para escolher. O sistema de comentários e qualificações aos restaurantes permite orientar e ajudar aos usuários a realizar seu pedido. Em 2017 PedidosYa mudou a imagem da marca mudando sua logo. Em Julho de 2017, Delivery Hero um grupo econômico associado a PedidosYa anunciou seu lançamento na Bolsa de Frankfurt. 